# Fabian Theis
Fabian J. Theis (* 19. Mai 1976 in Ansbach) ist ein deutscher Mathematiker und Hochschullehrer.

## Leben
Nach seinem Abitur am Gregor-Mendel-Gymnasium in Amberg begann Fabian Theis 1995 ein Mathematikstudium an der Fernuniversität in Hagen, welches er 1996 zugunsten eines Präsenzstudiums der Mathematik und Physik an der Universität Regensburg abbrach. Das Diplomstudium schloss er 2000 in Mathematik im Bereich Topologie bei Theodor Bröcker und in Physik im Bereich neuronale Netze bei Elmar Lang ab. Anschließend begann er zwei Promotionen. Seine Promotion in Physik schloss er 2002 summa cum laude mit dem Thema Mathematics in Independent Component Analysis bei Elmar Lang an der Universität Regensburg ab. Seine Promotion in Informatik folgte ein Jahr später mit dem Titel Geometric Source Separation bei Carlos García Puntonet an der Universität Granada, welche er mit sobresaliente cum laude abschloss. 2008 habilitierte er mit dem Thema Methods for biomedical data analysis: theory and applications an der Universität Regensburg.
Von 2006 bis 2007 war Theis Bernstein Fellow am Max-Planck-Institut für Dynamik und Selbstorganisation. 2009 wurde er Associate Professor am Lehrstuhl für angewandte Mathematik der Technischen Universität München. 2013 wurde er dort an den Lehrstuhl für Biomathematik berufen. Parallel dazu leitete er von 2007 bis 2013 die Arbeitsgruppe Computational Modeling in Biology am Helmholtz Zentrum München. Im Mai 2013 wurde er dort zum Direktor des Institute of Computational Biology berufen.
Theis erhielt den Hamburger Wissenschaftspreis 2021 für seine Arbeit "Künstliche Intelligenz und Analyseverfahren für große Datensätze" zur Klärung biomedizinischer Fragestellungen. 2022 wurde er in die European Molecular Biology Organization (EMBO) gewählt. Für 2023 wurde Theis ein Gottfried Wilhelm Leibniz-Preis zugesprochen. Im Jahr 2025 wurde er als Mitglied der Sektion Informationswissenschaften in die Nationale Akademie der Wissenschaften Leopoldina aufgenommen.
Er ist Vater von vier Kindern.